# Josef Pötzl
Josef Pötzl (23. března 1906 – 1970) byl český a československý politik Komunistické strany Československa německé národnosti a poúnorový poslanec Národního shromáždění ČSR a Národního shromáždění ČSSR.

## Biografie
Ve volbách roku 1954 byl zvolen do Národního shromáždění za KSČ ve volebním obvodu Karlovy Vary. Mandát obhájil ve volbách v roce 1960 (nyní již jako poslanec Národního shromáždění ČSSR za Západočeský kraj. V parlamentu setrval do konce funkčního období, tedy do voleb v roce 1964.
K roku 1954 se profesně uvádí jako tajemník Krajské odborové rady a člen KNV.
Patřil mezi pouhé tři poslance Národního shromáždění zvolené v roce 1954 (Jan Jungbauer, Rudolf Müller a Josef Pötzl), kteří reprezentovali německou národnostní menšinu, jejíž početnost byla dramaticky snížena poté, co proběhlo vysídlení Němců z Československa. Byl dlouhodobým členem KSČ. 9. sjezd KSČ ho zvolil do funkce člena Ústřední revizní komise KSČ.
Jako zástupce německé menšiny v Československu jednal často v otázkách týkajících se vztahů s NDR. Na jaře 1957 se účastnil ve východoněmeckých příhraničních obcích volební kampaně do sněmovny lidu NDR. Na schůzích musel čelit otázkám veřejnosti kritizující zejména omezený přeshraniční styk a vysídlení vesnic na československé straně příhraničního pásu. Své zkušenosti pak Pötzl tlumočil československému ministerstvu vnitra v dopise z června 1957. Výsledkem bylo mírné uvolnění hraničního režimu.